# Rybářský oddíl
Rybářský oddíl, rybářský klub či rybářský kroužek, rybářský spolek či místní rybářská organizace atp., je zájmová společenská organizace sdružující rybáře. Cílem je obvykle péče o rybářský revír, řádný výkon rybářského práva (rybolov, chov a ochrana ryb a paryb), ochrana přírody a životního prostředí a může být také zaměřena na výchovu mladých rybářů a sportovní rybaření. Obvykle bývá součástí větších, například národních, rybářských organizací. Může mít také neveřejný (privátní) charakter.

## Rybářský odíl v Česku
Činnost rybářských oddílů v Česku částečně udává Zákon o rybníkářství, výkonu rybářského práva, rybářské stráži, ochraně mořských rybolovných zdrojů a o změně některých zákonů (zákon o rybářství) 99/2004 Sb. Většina z rybářských oddílů je provozována v rámci Českého rybářského svazu a Moravského rybářského svazu. Přehled rybářských oddílů, resp. místních organizací Českého rybářského svazu, je uveden zde.

## Galerie

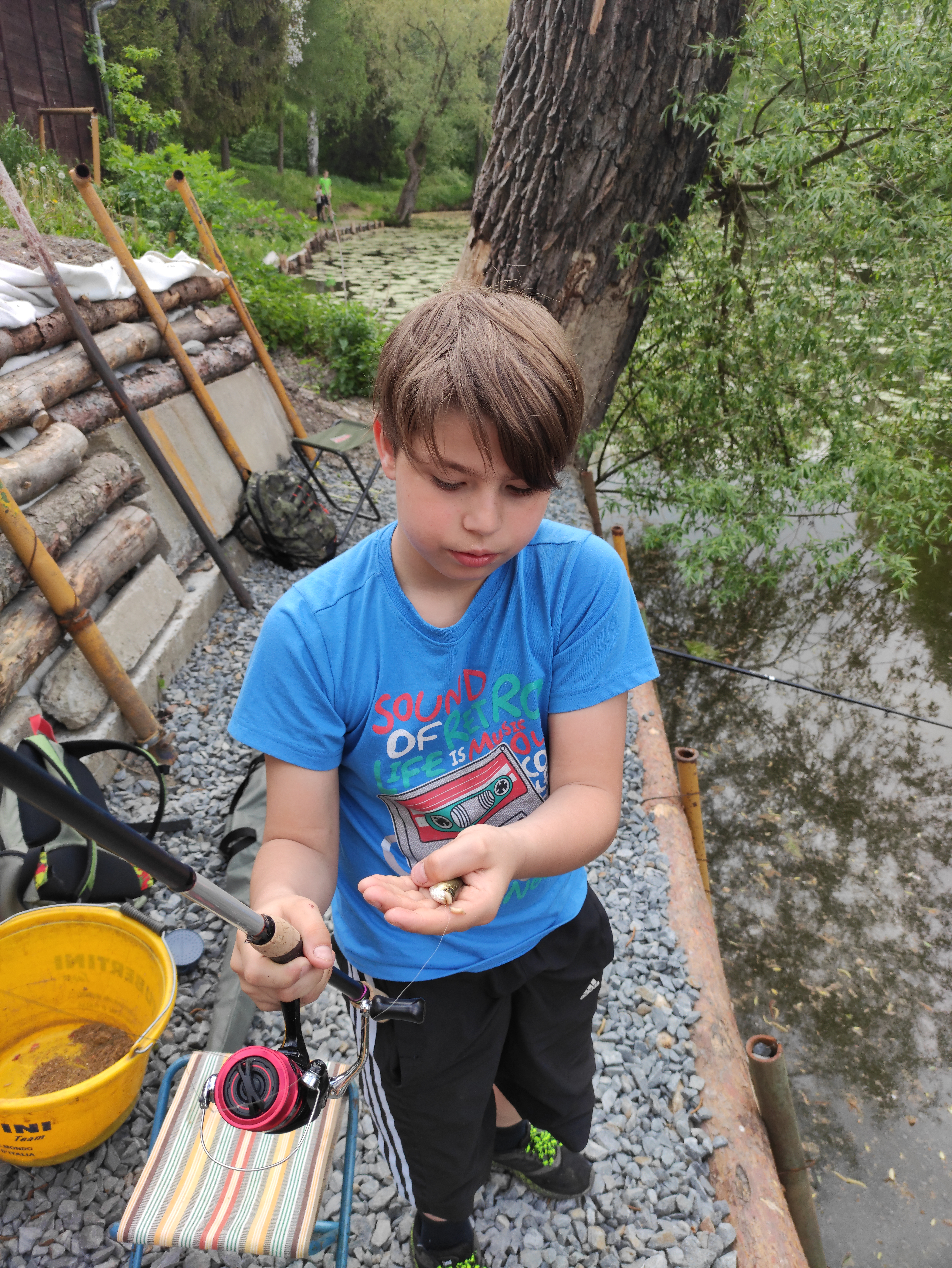
Mladý člen rybařského kroužku s úlovkem